# Ion Gheorghe Maurer
Ion Gheorghe Maurer (Bucarest, 23 settembre 1902 – Bucarest, 8 febbraio 2000) è stato un avvocato e politico rumeno.
Fu capo dello Stato dal 1958 al 1961.

## Biografia
Nacque a Bucarest da padre tedesco proveniente dall'Alsazia e da madre rumena.
Aderì al Partito Comunista Romeno (PCR) nel 1936, partecipò alla Resistenza e nel 1945 entrò nel Comitato Centrale del PCR (dal 1948 Partito Operaio Romeno, POR). Fu ministro dell'Economia Nazionale (1946-1947), viceministro dell'Industria e del Commercio (1948) e ministro degli Esteri (1957-1958), quindi succedette a Petru Groza nella presidenza del Presidium della Grande Assemblea Nazionale (1958-1961), carica che corrispondeva a quella di capo dello Stato.
Sostituito nel 1961 dal segretario del POR, Gheorghe Gheorghiu-Dej, Maurer divenne vicepresidente del Consiglio di Stato e presidente del Consiglio dei ministri (1961-1974). Sostenne la necessità di costruire una “via romena al socialismo”, soprattutto in campo economico (sviluppo dei commerci coi Paesi occidentali, abbandono della politica di collettivizzazione della terra), per evitare una dipendenza eccessiva dall'Unione Sovietica, e collaborò per questo col presidente Nicolae Ceaușescu.